# 艾罗拉
艾罗拉（義大利語：Airola）是意大利坎帕尼亚大区贝内文托省的一个市镇，距离省府贝内文托约20公里。总面积14.5平方公里，人口8120人，人口密度560.0人/平方公里（2009年）。ISTAT代码为062001。

## 友好城市
- 法國 圣迈克桑莱科勒

Template:Province of Benevento